# Bobby Abreu
Bob Kelly Abreu (Turmero, 11 de março de 1974) é um ex-jogador venezuelano de beisebol, que atuava como campista direito.
Abreu passou a maior parte de sua carreira no Philadelphia Phillies (1998-2006), onde se destacou e ganhou a Luva de Ouro em 2005 por um ótimo trabalho na defesa; também em 2005, foi o vencedor do Home Run Derby, com um recorde de 41 no total. Chegou ao Yankees em 30 de julho de 2006, via troca. Se encaixou bem na escalação, batendo .330 com 7 home runs e 46 RBIs como um Yankee naquela temporada. Em 2 de novembro de 2007, o Yankees exerceu sua opção (US$ 16 mi) para continuar com Abreu por mais um ano. Em 2009, Bobby Abreu assinou contrato com o Los Angeles Angels of Anaheim. Ele permaneceu neste time até 2012 então foi para o Los Angeles Dodgers. Ao fim daquela temporada, ele foi dispensado do clube.